# 夏色的砂時計
《夏色的砂時計》是由日本遊戲品牌Princess Soft於2002年5月30日在PlayStation 2上發售的戀愛冒險類型美少女遊戲，18禁版則由Berries於2003年1月24日發售。後來也陸續改編成OVA、漫畫、小說。

## 故事
牧村耕太郎決定在暑假前對芹澤香穗告白，可是就在隔天清醒時卻發現時光已移動到9月1日，並且從別人得知他和香穗在這段期間成為戀人，但是香穗卻在8月31日發生交通事故而身亡了…。

## 角色
聲優順序為PS2、OVA／PC。
牧村耕太郎（聲優：荻原秀樹／無）
本作的男主角，高中二年級學生。
芹澤香穂（聲優：水樹奈奈／榊るな）
高中二年級學生、演劇部的部長。
瀬能あい（聲優：倉田雅世／天野みなみ）
耕太郎的青梅竹馬，香穂的同學，足球部的經理。
川村真魚（聲優：愛河里花子／笹野葉月）
高中一年級學生，游泳部的部員。
柳原朋美（聲優：井上喜久子／高橋雪乃）
24歲理科老師。
リージェン（聲優：折笠富美子／一宮櫻）
時間巡邏員。

## 主題曲
片頭曲「went away」
作詞：KOTOKO，作曲、編曲：高瀬一矢，歌唱：KOTOKO（PS2）／藤彌美里（PC）
片尾曲「未来この星で」
作詞、作曲：志倉千代丸，編曲：磯江俊道，歌唱：藤谷美里

## OVA
OVA版是由Picture Magic和陸演隊共同製作於2004年發受共兩集，正體中文版由臺灣的曼迪傳播代理發售。

### 主題曲
片頭曲「Drive away dream」
作詞、作曲：志倉千代丸，編曲：磯江俊道，歌唱：水樹奈奈
片尾曲「はじめての夏」
作詞、作曲：桃井晴子，編曲：小池雅也，歌唱：UNDER17

### 各話列表
| 集數 | 中文標題         | 日文標題 | 劇本       | 分鏡   | 演出   | 作畫監督 | 發售日        |
| ---- | ---------------- | -------- | ---------- | ------ | ------ | -------- | ------------- |
| 1    | 隱埋在砂裡的真相 |          | 静谷伊佐夫 | 大沼心 | 大沼心 | 村井孝司 | 2004年4月23日 |
| 2    | 在這永遠的一秒裡 |          | 静谷伊佐夫 | 所俊克 | 大沼心 | 村井孝司 | 2004年7月23日 |

### 工作人員
- 監督：岡尾貴洋
- 系列構成：静谷伊佐夫
- 角色設計：新田靖成
- 美術監督：宮前光春
- 色彩設定：のぼりはるこ
- 撮影監督：所俊克
- 編輯：岡田輝満
- 音樂：酒井良、大田雄一
- 音響監督：飯塚康一
- 音樂製作人：志倉千代丸、斎木隆
- 製作人：橋本昭彦、中西孝、大口豊（第2話）
- 動畫製作：Picture Magic、陸演隊
- 製作：KSS、Picture Magic

## 評價
日本遊戲雜誌《ファミ通》703號的クロスレビュー給予27/40評分。

## 外部連結
- PS2版遊戲官方網站（日語）
- PC版遊戲（日語）
- 夏色的砂時計（動畫）在動畫新聞網百科全書中的資料（英文）
- 《夏色的砂時計》在視覺小說數據庫的頁面（英文）